# هوگو گروتیوس
هوگو گروتیوس یا هوگو گروسیوس (هلندی: Hugo Grotius؛ زاده ۱۰ آوریل ۱۵۸۳ – درگذشته ۲۸ اوت ۱۶۴۵) فیلسوف، حقوقدان، عالم علوم سیاسی، قاضی، شاعر، و نمایش‌نامه‌نویس اهل هلند بود.

## زندگی‌نامه
او در سال ۱۵۸۳ میلادی در شهر دلفت هلند به دنیا آمد. پدر او شهردار شهر دلفت بود و خانواده‌اش از خانواده‌های اصیل در هلند محسوب می‌شد. از کودکی زیر نظر پدر خود به تحصیل پرداخت و پیش از ده سالگی بسیاری از علوم زمان خود را فرا گرفت. به زبان‌های لاتین و یونانی عتیق مسلط شد. مدتی نیز در شهر لاهه تحصیل کرد. در سن یازده سالگی وارد دانشگاه تازه‌بنیاد لیدن شد و در چهارده سالگی از آنجا فارغ‌التحصیل گردید. به سبب استعداد خارق‌العاده‌ای که از خود نشان داد در سن پانزده سالگی به همراه هیئتی از حکومت هلند به فرانسه رفت و مورد توجه بزرگان فرانسه از جمله پادشاه فرانسه قرار گرفت. در شانزده سالگی به هلند بازگشت و در لاهه به شغل وکالت مشغول شد. سپس برخی مشاغل دولتی مانند تاریخ‌نگار رسمی هلند و دادستان و نیز رئیس حکومت ایالت روتردام به او واگذار شد. گروسیوس عضو یک جمعیت سیاسی به نام ارمینیه بود که مخالف کالوینیست‌ها بودند. رئیس این جمعیت با رئیس حکومت فدرال هلند به نام فان اولدن بارنفلد بود.
در سال ۱۶۱۸ میلادی کالوینیست‌ها کودتا کرده و آغاز به آزار و اذیت مخالفان خود کردند. از جمله فان اولدن بارنفلد و گروسیوس دستگیر و محاکمه شدند. در سال ۱۶۱۹ فان اولدن بارنفلد به مرگ محکوم و اعدام شد و گروسیوس به حبس ابد محکوم شد. او را به قلعه‌ای در مرکز هلند منتقل کردند. پس از دو سال همسر وی که اجازهٔ ملاقات با او را داشت نقشهٔ فرار او را طراحی نمود. همسر او کتاب‌های بسیاری را برای گروسیوس می‌فرستاد و پس از مدتی آن‌ها را بازگردانده و کتاب‌های دیگری را جایگزین می‌کرد. نگهبانان به این امر عادت کرده بودند. پس از مدتی با قرار پیشین گروسیوس در یک صندوق چوپی که ظاهراً حاوی کتاب‌ها بود پنهان شده و زیر نظر همسرش از قلعه به بیرون منتقل شد. بلافاصله از طریق رودخانه به شهر آنتورپ در بلژیک امروزی منتقل و از آنجا به فرانسه گریخت. در فرانسه مورد استقبال قرار گرفت. در این دوران جنگ‌های سی‌ساله میان کاتولیک‌ها و پروتستان‌ها در اروپا آغاز شده بود.
گروسیوس در سال ۱۶۴۵ میلادی هنگامی که قصد داشت به کشور خود مراجعت کند دچار حادثه شد و در شهر روستوک آلمان از دنیا رفت. سه سال پس از آن پیمان وستفالی معروف به تصویب رسید.

## آثار

Annotationes ad Vetus Testamentum, 1732

در سال ۱۶۰۴ میلادی رساله‌ای به نام قانون غنائم دریایی نوشت ولی این رساله چاپ نشد. لیکن در سال ۱۶۰۹ میلادی یک فصل از این رساله به نام «دریای آزاد» (Mare Liberum) چاپ شد. پس از آن در سال ۱۶۲۵ میلادی گروسیوس کتاب بسیار مهم خود به نام «حقوق جنگ و صلح» (De jure belli ac pacis) را منتشر کرد. این اثر در محافل سیاسی و حقوقی آن زمان بسیار سر و صدا کرد و شهرت زیادی برای گروسیوس به بار آورد. به نحوی که در سال ۱۶۳۵ سوئد گروسیوس را به مقام سفیر کبیر خود در فرانسه منصوب نمود.
مباحث این کتاب بسیار وسیع است و در درک تئوری‌های سیاسی و حقوقی اروپا در عهد رنسانس از اهمیت ویژه‌ای برخوردار می‌باشد. بخش مهمی از کتاب به تئوری‌های حقوقی در سطح بین‌المللی اختصاص دارد. به همین جهت امروزه این کتاب در حقوق بین‌الملل ارزش زیادی داشته و به همین سبب نیز گروسیوس را پدر حقوق بین‌الملل نوین می‌خوانند.
کتاب حقوق جنگ و صلح از چند جهت قابل توجه است. نخست در درک تئوری‌های سیاسی و نضج نظریهٔ نوین حکومت در اروپا. از دید تئوری سیاسی گروسیوس هنوز مورد توجه زیادی است زیرا نظرات او حاوی نوعی اعتدال در تئوری سیاسی و روابط بین‌الملل می‌باشد. به عبارت دیگر چیزی میان نظریهٔ خشن و منفعت‌طلبی صرف توماس هابز از یک سو و آرمان‌گرایی امانوئل کانت از سوی دیگر. از طرف دیگر این کتاب حاوی بنیان‌های اولیهٔ نظریهٔ حقوق طبیعی مدرن است. هرچند گروسیوس در مجموع از الهیون محسوب می‌شود، ولی به سبب اینکه مذهب پروتستان داشت، نظرات او در جدایی برخی عناصر حقوق طبیعی از نظر غالب در کلیسای کاتولیک که برمبنای فرضیات توماس آکوئیناس بنا شده بود بسیار مؤثر واقع شده‌است. جمله معروف او که «محتوای قانون طبیعی حتی بر فرض عدم وجود خدا همین بود» موجب مباحث زیادی شده‌است. هرچند گروسیوس این جمله به عنوان مثال مطرح کرده و به هیچ عنوان قصد سکولار کردن قانون را نداشت، ولی در سده‌های پسین طرفداران فرضیات لائیک از این جمله استفادهٔ بسیاری کردند.

## نظریهٔ گروسیوس در حقوق بین‌الملل

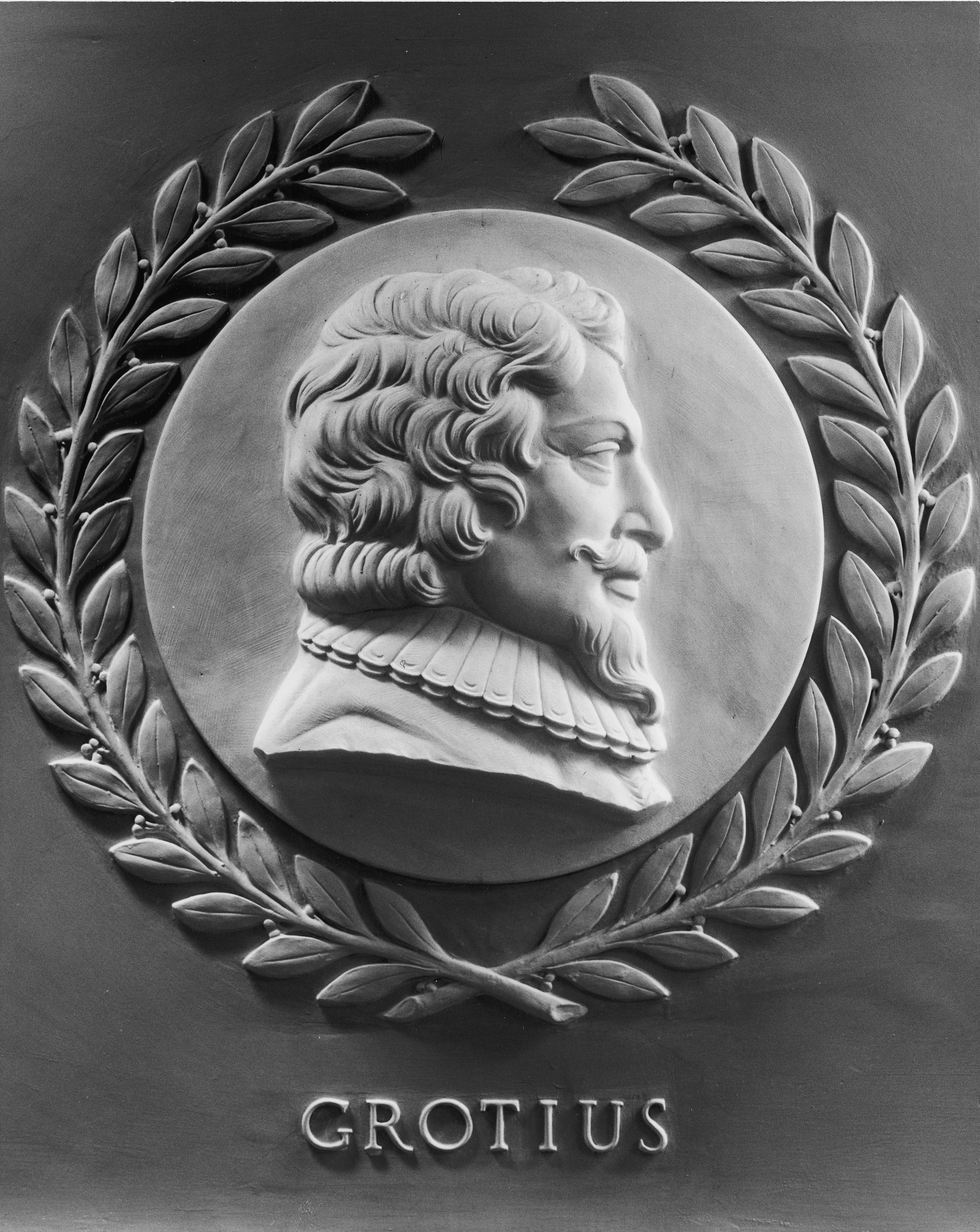
نقش‌برجسته ای از هوگو گروتیوس در مجلس نمایندگان ایالات متحده آمریکا برای گرامیداشت یاد او به عنوان یکی از ۲۳ شخصیت برجستهٔ جهان در امر قانونگذاری در سرتاسر تاریخ.

نظرات گروسیوس در باب حقوق بین‌الملل امروزه از شهرت بیشتری برخوردار است و همانگونه که گفته شد از او به عنوان پدر حقوق بین‌الملل یاد می‌شود. اساس نظریه گروسیوس در حقوق بین‌الملل بر حقوق طبیعی استوار است. به نظر او با عنایت به اینکه ملل دنیا قانون مشترکی ندارند، لازم است همهٔ آن‌ها در روابط میان خود از قانون مشترک انسان‌ها یعنی قانون طبیعی پیروی کنند. قانون طبیعی به نظر گروسیوس همان است که خداوند هنگام آفرینش بشر در سرشت هر انسانی نهاده‌است و لذا برای هرکس قابل کشف است. به همین جهت هرگاه همه یا اکثریت ملت‌ها بر قانون خاصی توافق داشته باشند، آن قانون معادل قانون طبیعی قرار گرفته و حاکم و ناظر بر روابط حقوقی میان ملل می‌شود. بدین ترتیب عرف رضایی میان ملل به درجهٔ قانون بین‌الملل نائل می‌آید.
به نظر اکثر مفسران نظرات گروسیوس در خصوص حقوق جنگ و جنگ مشروع و نحوهٔ ورود به جنگ و ادارهٔ آن و رفتار در حال جنگ حائز اهمیت است و بسیاری از این نظرات امروزه نیز کاربرد دارد.